# Solanum pastillum
Solanum pastillum är en potatisväxtart som beskrevs av Sandra Diane Knapp. Solanum pastillum ingår i släktet skattor som ingår i familjen potatisväxter. Inga underarter finns listade i Catalogue of Life.